# Plodove (Nijniohirski)
|  | Per a altres significats, vegeu «Plodove». |

Plodove (en (ucraïnès): Плодове, en rus: Плодовое, Plodóvoie) és un poble de la República Autònoma de Crimea a Ucraïna, que el 2014 tenia 551 habitants. Pertany al districte de Nijniohirski.